# RE:QUIEM
「RE:QUIEM」（レクイエム）は、ELEKITER ROUND 0の７枚目のミニアルバム。2015年4月8日にマリン・エンタテインメントから発売された。

## 概要
初回限定盤、通常盤ともにボーナストラックとしてデュエット曲のソロバージョンを収録。
初回限定盤には2014年7月27日に大阪クラブクワトロにて開催された2ndワンマンライブ 「HEAVEN OF NOISE～頂～」のライブダイジェスト映像が収録されたDVDが同梱されている。

## 収録曲
1. 千年恋歌 [4:05]
作詞：立花慎之介、作曲・編曲：西岡和哉
2. Conflict [3:57]
作詞：日野聡、作曲・編曲：西岡和哉
3. Reincarnation [4:03]
作詞：立花慎之介、作曲・編曲：西岡和哉
4. ひかり [4:50]
作詞：日野聡、作曲・編曲：西岡和哉

DVD
- 初回限定盤のみに同梱。

1. 2ndワンマンライブ 「HEAVEN OF NOISE～頂～」ライブダイジェスト映像